# Хормонска терапија у онкологији
Хормонска терапија у онкологији је хормонска терапија карцинома и један је од главних модалитета медицинске онкологије (фармакотерапија рака), а други су цитотоксична хемотерапија и циљана терапија (биотерапеутика). Укључује манипулацију ендокриног система путем егзогене или екстерне примене одређених хормона, посебно стероидних хормона, или лекова који инхибирају производњу или активност таквих хормона (антагонисти хормона). Будући да су стероидни хормони снажни покретачи експресије гена у одређеним ћелијама карцинома, промена нивоа или активности одређених хормона може довести до тога да одређени карциноми престану да расту или чак прођу кроз ћелијску смрт. Хируршко уклањање ендокриних органа, попут орхиектомије и офоректомије, такође се може применити као облик хормоналне терапије. 
Хормонска терапија се користи за неколико врста карцинома изведених из хормонски одговорних ткива, укључујући дојке, простату, ендометријум и кортекс надбубрежне жлезде. Хормонска терапија се такође може користити у лечењу паранеопластичних синдрома или за ублажавање одређених симптома повезаних са раком и хемотерапијом, попут анорексије. Можда најпознатији пример хормоналне терапије у онкологији је употреба селективног модулатора естрогенског одговора тамоксифена за лечење рака дојке, мада друга класа хормоналних средстава, инхибитори ароматазе, сада имају све већу улогу у тој болести. 

## Инхибитори синтезе хормона
Једна од ефикасних стратегија за уништавање туморских ћелија хормона за подстицање раста и преживљавања је употреба лекова који инхибирају производњу тих хормона у њиховом пореклу.

### Инхибитори ароматазе
Инхибитори ароматазе су важна класа лекова који се користе за лечење рака дојке код жена у постменопаузи. У менопаузи производња естрогена у јајницима престаје, али друга ткива настављају да производе естроген деловањем ензима ароматазе на андрогене које производе надбубрежне жлезде. Када се деловање ароматазе блокира, ниво естрогена у жена у постменопаузи може пасти на изузетно низак ниво, што доводи до заустављања раста и/или апоптозе ћелија карцинома које реагују на хормон.
Летрозол и анастрозол су инхибитори ароматазе за које се показало да су супериорнији од тамоксифена за прву линију лечења рака дојке код жена у постменопаузи.  Екеместане је иреверзибилни „инактиватор ароматазе“ који је супериорнији од мегестрол ацетата за лечење тамоксифена ватросталног метастатског карцинома дојке и изгледа да нема нежељене ефекте других лекова из ове класе на промоцију остеопорозе. 
Аминоглутетимид инхибира и ароматазу и друге ензиме кључне за синтезу стероидних хормона у надбубрежним жлездама. Раније се користио за лечење рака дојке, али је од тада замењен селективнијим инхибиторима ароматазе. Такође се може користити за лечење хиперадренокортикалних синдрома, попут Кушинговог синдрома и Конов синдром код адренокортикалног карцинома. 